# Alexander Parvus
Aleksandr Lvóvich Parvus (Алекса́ндр Льво́вич Па́рвус, nacido Izráil Lázarevich Guélfand, también transcrito como Helphand; en ruso, Изра́иль Ла́заревич Ге́льфанд), más conocido por su seudónimo Aleksandr Parvus (Bielorrusia, 8 de septiembre de 1867 - Berlin, 12 de diciembre de 1924) fue un socialista de origen judío ruso, se afincó en Alemania, donde alcanzó distinción como economista y escritor marxista.

## Juventud
Hijo de padres judíos de clase media, nació en Berezinó, provincia de Minsk, en 1867. Pasó su juventud en Odesa, donde comenzaría a establecer contactos en diversos círculos revolucionarios. Como otros revolucionarios de la época, fue influenciado por el movimiento populista ruso (naródnik) y aprendió un oficio para «estar más cerca del pueblo». Realizó diversos viajes a Europa occidental para trabar contacto con los revolucionarios rusos emigrados.

## Exilio en Suiza y Alemania
A los 19 años, en 1887, se estableció en Basilea, para estudiar en su universidad. Pronto se dedicó al periodismo en apoyo del Partido Social Demócrata alemán, que creció espectacularmente en la década de 1890. Más tarde marchó a Zúrich, donde continuaría sus estudios alcanzando el título de doctor en filosofía en 1891. Tras haber abrazado el marxismo, se trasladó a Alemania uniéndose al Partido Social Demócrata, en el que mantuvo una estrecha colaboración con Rosa Luxemburgo, a la que había conocido como estudiante durante su residencia en Suiza. Pertenecía a la corriente más izquierdista del partido y se opuso con firmeza al revisionismo. Desató sus duros ataques a esta corriente en una serie de artículos en 1898 y comenzó la disputa con Eduard Bernstein que dividió al partido hasta 1914. Escribía en el prestigioso Die Neue Zeit (Los Nuevos Tiempos), el más importante periódico socialista de la época, editado por Karl Kautsky, además de contar con una publicación propia Aus der Weltpolitik (De la Política Mundial). En esta última predijo en 1895 la guerra entre Rusia y Japón y la consiguiente revolución. No abandonó, sin embargo, sus contactos con los revolucionarios rusos, aunque se mantuvo alejado de las disputas entre sus distintas corrientes. En la socialdemocracia alemana se lo consideraba un escritor original que aportaba nuevas ideas al partido, como el uso de las grandes huelgas como instrumento político del proletariado.
Si en 1893 se lo había expulsado de Prusia, en 1898 lo expulsaron de Sajonia, no sin lograr antes que lo sucediese al frente del periódico socialdemócrata de Dresde Rosa Luxemburgo, lo que supuso para ella su primer contacto con la actividad periodística en Alemania. Tras su expulsión viajó a Rusia con pasaporte falso para informarse sobre la hambruna en el Volga.
A su regreso de Rusia se instaló en Múnich en 1900, desde donde continuó sus ataques a los revisionistas. La dureza de sus artículos fue mal recibida en algunos círculos del partido, que los consideraban extremistas. Inseguro de su situación en el partido por la hostilidad que generaba su actitud hacia los revisionistas, decidió fundar su propio periódico en 1902, gracias a la fructífera experiencia obtenida en Dresde. Para obtener los fondos necesarios, fundó una editorial que comenzó a publicar obras de autores rusos, que no contaban aún con derechos de autor ya que Rusia no había firmado la Convención de Berna. La editorial, que se cerró en 1906 porque sus dueños se vieron envueltos en la revolución rusa de 1905, fracasó en su objetivo de obtener dinero para el nuevo diario socialista. Además entró en conflicto con el célebre escritor ruso Gorki, debido al incumplimiento de los pagos acordados por la publicación de sus obras.
En Europa era un referente para los exiliados rusos socialistas, para los que representaba el papel de guía en el mundo político de la Europa occidental.
En 1900, Parvus se encontraría en Múnich con Vladímir Lenin por primera vez. La relación personal entre ambos fue amistosa y hubo cierta admiración mutua hacia sus respectivas obras; Parvus le sugirió que produjese allí su nueva publicación, Iskra. Contribuyó con diversos artículos en Iskra, a menudo en series intermitentes, que frecuentemente aparecían en portada de la publicación, por deferencia de los editores, que apreciaban sus conocimientos y juicio. Se lo consideraba una de las mentes más agudas de la política de la época.
Trató en vano de reconciliar a la corriente economicista con la encabezada por los editores de Iskra y, más tarde, a mencheviques y bolcheviques, tras apoyar brevemente a los primeros. Su prestigio hizo que, aunque sus intentos de reconciliación fracasasen, sus críticas a las dos corrientes se recibiesen con inusual respeto. En vísperas de la revolución de 1905, acogió en su casa de Múnich a Trotski, con el que ideó la teoría de la revolución permanente. Ciertas ideas del veterano Parvus influyeron en el joven Trotski, como la obsolescencia de los Estados-nación.

## La revolución de 1905

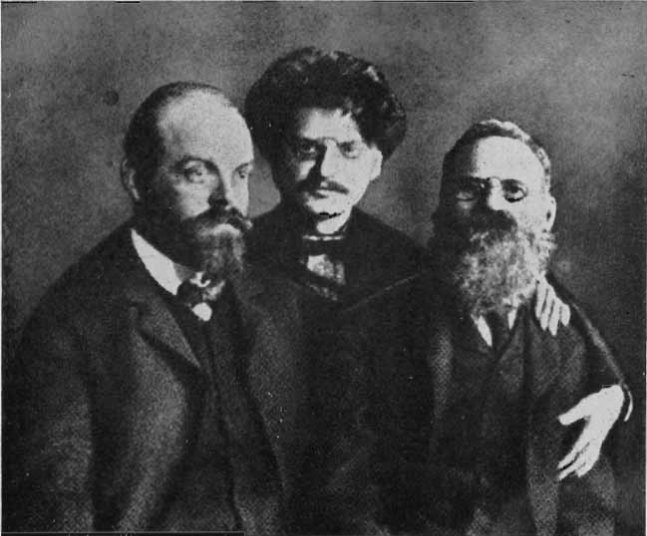
Parvus junto a Trotski y Lev Deutsch en 1906, tras su encarcelamiento por las autoridades rusas. Parvus tuvo gran influencia en Trotski, que rompió relaciones con él durante la Primera Guerra Mundial por su apoyo a Alemania.

Durante la Guerra Ruso-Japonesa, Parvus calculó correctamente a través de un artículo publicado en la prensa socialista que Rusia perdería, y que ello daría lugar a disturbios y revolución. Este acierto y la novedosa teoría de que los fracasos de una guerra exterior podían servir para provocar revueltas dentro del país, haría aumentar el prestigio de Parvus a ojos de sus camaradas alemanes. A comienzos de 1905, escribió el prólogo de un opúsculo de Trotski sobre la revolución en el que auguraba la toma del poder por los socialdemócratas, punto de vista que entonces solo encontró el respaldo del propio Trotski.
Parvus llegó a San Petersburgo en octubre de 1905 con documentación austrohúngara falsa. Publicó junto a Trotski Nachalo (El Comienzo), diario en el que defendían la teoría de la revolución permanente. En diciembre de aquel año, Parvus escribió un provocador artículo a favor del Sóviet de San Petersburgo llamado El Manifiesto Financiero, sosteniendo que la economía rusa se encontraba al borde del colapso. El pánico generado, que incitó a la ciudadanía a retirar sus ahorros de los bancos, afectó a la economía y enfureció al primer ministro Serguéi Witte, pero no causó una catástrofe financiera. Fue detenido a comienzos de 1906, acusado de desestabilizar la economía y participar en actividades antigubernamentales durante la Revolución de 1905, junto a otros revolucionarios como Lev Trotski).
Fue elegido presidente del segundo Sóviet de San Petersburgo, surgido durante la revolución, aunque se mostró como un ineficaz dirigente revolucionario, al contrario que Trotski. En prisión continuaría sus actividades revolucionarias, y sería visitado por Rosa Luxemburgo, recién liberada de la prisión de Varsovia. Sentenciado a tres años de exilio en Siberia, Parvus escapó a finales de 1906 y huyó a Alemania, donde al año siguiente publicó un libro sobre sus experiencias titulado En la Bastilla rusa durante la Revolución. A su regreso a Alemania se encontró completamente arruinado y tuvo que vivir en la clandestinidad.
También Trotski volvió a Alemania tras huir de Rusia en el verano de 1907, logrando publicar su Historia de la revolución rusa, gracias a Parvus.
Durante su estancia en Alemania, Parvus entabló un trato con el escritor ruso Maksim Gorki para producir su obra Los bajos fondos. Según este acuerdo, la mayor parte de los beneficios de la obra irían a parar al Partido Socialdemócrata Ruso (y aproximadamente un 25 % para el propio Gorki). Parvus no podría asumir los gastos (a pesar de que la obra fue representada más de 500 veces). Gorki le amenazó con ir a juicio, pero Rosa Luxemburgo lo convenció para mantener el litigio dentro del propio tribunal arbitral del partido. Finalmente, Parvus devolvió el dinero a Gorki, pero su reputación en los círculos del partido se vería deteriorada, agravada el recelo con que se recibía su apetencia hacia el lujo y el dispendio, y su gusto por el libertinaje.

## Periodista en los Balcanes
Insatisfecho con el ambiente político en Alemania tras haber vivido la revolución en Rusia, se trasladó primero a Viena y, en 1910, se mudó a Constantinopla, donde permanecería cinco años. Allí creó una empresa mercantil de armas que obtendría cuantiosos beneficios durante las Guerras balcánicas.
Parvus se dedicó inicialmente al periodismo, convencido de que la siguiente gran crisis europea surgiría precisamente en los Balcanes. Primero escribió sobre los Jóvenes Turcos para la prensa alemana, y más tarde comenzó a escribir en La Jeune Turquie (La Joven Turquía), periódico oficial del nuevo gobierno turco en el que analizó el impacto del novedoso fenómeno del imperialismo de la Europa occidental en el Imperio otomano. Poco a poco, el periodismo fue dejando paso a los negocios y la prosperidad económica: Parvus se convirtió en asesor de negocios de comerciantes rusos y armenios.

## La guerra mundial
El estallido de la Primera Guerra Mundial llevó a Parvus, gracias a su gran habilidad en los negocios y a la influencia que había alcanzado en los círculos de poder del Imperio Otomano. Se convirtió en una figura clave de la movilización económica del imperio, necesaria por el conflicto mundial. Su posición política también cambió bruscamente: el revolucionario ruso se convirtió repentinamente en el representante por excelencia de la causa alemana en el Imperio otomano. Defendió el apoyo socialdemócrata alemán a la guerra porque consideraba que la revolución necesitaba la victoria del país con el movimiento socialista más desarrollado, que en aquel momento era Alemania. Esta actitud, que no compartían ni los revolucionarios rusos ni aquellos emigrados integrados en el movimiento socialista alemán, hizo que se rompiesen sus lazos con estos. Para los socialistas rusos que apoyaban a los Aliados, se convirtió en el paradigma del traidor.
Expresó su apoyo a Alemania en una publicación de una organización ucraniana apadrinada por Austria-Hungría y en enero de 1915 abogó en vano ante los socialistas búlgaros para que su país se uniese a los Imperios centrales para favorecer así la causa revolucionaria. Sus intentos de lograr lo mismo en Rumanía el mismo mes volvieron a fracasar, pero le permitieron enviar clandestinamente dinero a los socialistas rumanos en 1915 y 1916. Alemania financiaba a los socialistas revolucionarios de los países con los que estaba en guerra, porque sus actividades subversivos debilitaban su poder militar.
Durante su estancia en Turquía, Parvus trabó amistad con el embajador alemán Von Wagenheim, a quien le ofreció un plan: desmembrar la Rusia zarista, promoviendo una revolución financiada por el gobierno alemán. En aquel momento Alemania debía atender dos frentes, el occidental contra Francia e Inglaterra, y el oriental contra Rusia, comprometiendo seriamente sus probabilidades de resultar victoriosa en la guerra. Von Wagenheim lo envió a Berlín, adonde llegaría el 6 de marzo de 1915, exponiendo al máximo nivel del gobierno alemán, su plan de 20 páginas, titulado Preparación de huelgas políticas masivas en Rusia. Ese mismo mes, Berlín, impresionado por el plan de Parvus, le concedió facilidades para viajar, dos millones de marcos para hacer propaganda en Rusia, que luego fueron aumentados sumando otros cinco millones en julio. Se desconoce el destino de estas cantidades. El apoyo alemán era, sin embargo, titubeante: al apoyo financiero se unió el rechazo de algunas de las medidas propugnadas por Parvus, como el ataque al rublo.
El plan recomendaba promover la división de la población rusa mediante la financiación de la facción bolchevique del Partido Obrero Socialdemócrata de Rusia, alentar los separatismos étnicos en varias regiones, y apoyar a varios escritores cuya crítica del zarismo seguía activa durante la guerra.
Parvus apostó por Lenin y los bolcheviques, no solo por sus ideas radicales sino porque se trataba del único sector político ruso que podría aceptar el patrocinio alemán en guerra contra Rusia, debido a que se oponía frontalmente a la misma. Los encuentros con los revolucionarios rusos en Suiza a finales de la primavera, sin embargo, resultaron infructuosos. Trotski rompió públicamente con Parvus, y Lenin denunció a Parvus por su postura proalemana como el nuevo «Plejánov alemán», quien poco antes había abandonado el internacionalismo para adoptar una postura defensista, favorable a la guerra. A pesar de las críticas políticas a Parvus, Trotski y los bolcheviques no lo consideraban un agente alemán.
Finalmente, ambos se reunieron en Zúrich y acordaron colaborar, aunque con el tiempo Lenin se iría volviendo cada vez más receloso hacia aquel y evitaría el contacto siempre que fuera posible.
Regresado a Alemania en la primavera de 1915, Parvus continuó sus actividades a favor de Alemania al tiempo que seguía considerándose un revolucionario y mantenía contactos con socialistas y sindicalistas en distintos países.  Entre mediados de 1915 y mediados de 1917, operó desde Dinamarca, donde mantenía estrechas relaciones con los sindicatos locales y contaba con el apoyo del embajador alemán, el conde Von Brockdorff-Rantzau. La red financiera de Parvus se organizó mediante ciertas operaciones en Copenhague, estableciendo diferentes etapas intermedias para el dinero alemán a través de transacciones falsas entre entidades y empresas fantasma. La más importante de éstas era el Instituto para el Estudio de las Consecuencias Sociales de la Guerra, que Parvus ubicó en Dinamarca.
Parvus propuso a Nikolái Bujarin para que dirigiera la operación del apoyo alemán a los bolcheviques, pero Lenin, que no creía en la capacidad de este último para guardar secretos (Trotski le puso el mote de Nick el Chismoso), presionó para que se nombrara a un hombre de su confianza, el bolchevique Jacob Ganetski. Las actividades de los mensajeros fueron organizadas por el bolchevique Moiséi Uritski, que con posterioridad se convertiría en el jefe de la Cheka del Soviet de Petrogrado. Las sospechas de contrabando de armas sobre Ganetski arrojaron una atención no deseada sobre él, por lo que fue enviado fuera de Dinamarca. Las relaciones de Parvus con Lenin se volvieron cada vez más difíciles, y Parvus empezaría a buscar otras vías de acción.
Rico y ciudadano alemán por sus servicios al imperio, comenzó por fin a editar su propio diario, Die Glocke (La Campana) en agosto de 1915. En el periódico colaboraron socialistas que habían pertenecido a la corriente más izquierdista del partido y que entonces defendían la causa de los imperios centrales (Alemania y el imperio Austrohúngaro). Además, durante la guerra se convirtió en consejero de los dos dirigentes principales del Partido Socialdemócrata Alemán: Friedrich Ebert y Philipp Scheidemann.
Realizó pagos a contactos rusos en marzo, julio y diciembre de 1915 y promovió el estallido de una revolución el 9 de enero de 1916, aniversario del Domingo Sangriento, pero sus planes fracasaron. Este fracaso cortó la financiación alemana a sus planes subversivos.
La reputación de Parvus dentro del ministerio alemán de Asuntos Exteriores quedó en entredicho cuando, en el invierno de 1916, sucedió una catástrofe financiera planificada para provocar un levantamiento general en San Petersburgo (parecida a la provocación contra los bancos rusos de 1905). A consecuencia de esto, se congeló la financiación de sus actividades. Parvus buscó el apoyo de la Armada alemana, trabajando brevemente como asesor. Consiguió evitar que el almirante ruso Kolchak llevara a cabo una ofensiva sobre la flota turcoalemana en el Bósforo y los Dardanelos mediante el sabotaje de su mayor barco de guerra. Este logro le permitió recuperar credibilidad entre los alemanes.

## La revolución rusa de 1917
Cuando estalló la Revolución de Febrero en Rusia, el Gobierno Provisional confirmaría su compromiso con las potencias aliadas de Europa occidental y rechazó firmar un armisticio separado con Alemania. Esto provocó que el ministerio alemán confiara de nuevo en Parvus para financiar a Lenin y los bolcheviques.
En abril de 1917, en un plan ideado por Parvus, el gobierno alemán le ofreció a Lenin y un grupo de treinta colaboradores suyos también exiliados, regresar a Rusia desde Suiza a través de Alemania en un tren sellado bajo supervisión del socialista suizo Fritz Platten, continuando luego por Suecia y Finlandia hasta llegar a Petrogrado. Von Brockdorff-Rantzau recomendó a sus superiores en el Ministerio de Exteriores que se utilizase a Parvus para entablar buenas relaciones con la izquierda rusa; el ministerio aceptó la propuesta y envió a Parvus a Estocolmo en mayo, donde iba a celebrarse una conferencia socialista que debía conducir al final del conflicto mundial. Los intentos de alianza de los socialdemócratas alemanes favorables al gobierno y los bolcheviques fracasaron; Lenin se negó a entrevistarse con Parvus, cuando llegó a Estocolmo camino de Petrogrado.
La oposición de Lenin a la conferencia de Estocolmo dejó a Parvus solo para tratar con mencheviques y socialrevolucionarios, hostiles a los Imperios Centrales. Parvus quería reunirse con Lenin durante su parada prevista en Estocolmo, pero Lenin mandó en su lugar a sus socios Jacob Ganetski y Karl Radek.
Eduard Bernstein calculó que el monto total entregado por los alemanes a los bolcheviques en 1917 y 1918 ascendió a unos 50 millones de marcos oro.
Las operaciones de Parvus tuvieron un lugar destacado en las acusaciones contra Lenin publicadas por el Gobierno Provisional Ruso durante las Jornadas de Julio. Según el gobierno de Kérenski, el dinero de Parvus llegaba a Lenin a través de una serie de intermediarios. Las acusaciones nunca se probaron, peros sirvieron para que el gobierno menchevique persiguiese y encarcelase a varios dirigentes del partido bolchevique. Por su parte, Parvus negó haber financiado a los bolcheviques al tiempo que defendía sus posiciones, convencido de su próxima victoria política.
Convencido de tener un futuro relevante tras la Revolución de Octubre con las conversaciones de paz germano-rusas, Parvus trató de pasar a Rusia. Logró que se lo enviase a Estocolmo, donde se hallaban los únicos representantes en el extranjero del nuevo Gobierno. Felicitó a los bolcheviques por su victoria política y sostuvo que el proletariado alemán podía forzar a Berlín a conceder una paz favorable al nuevo Gobierno ruso mediante la amenaza de huelga, Parvus creía que podía lograr que la paz se negociase entre los partidos socialistas de las dos naciones, idea que el Gobierno alemán rechazó. Parvus solicitó permiso a Lenin para acudir a la nueva Rusia soviética y tener un papel activo en ella —se ofreció incluso a que lo juzgase un tribunal revolucionario por sus actividades—. Lenin se lo denegó, alegando como respuesta que «La revolución no se puede hacer con manos sucias».
Esto arruinó definitivamente las relaciones de Parvus con Lenin y, de ensalzar a los bolcheviques, pasó inmediatamente a convertirse en un acerbo crítico del régimen soviético. También se enturbiaron los contactos con Rosa Luxemburgo y otros socialistas alemanes. Su actividad política decayó, a pesar de ser el asesor principal del presidente Friedrich Ebert. Se retiró poco después a una isla alemana donde viviría en una mansión de 32 habitaciones. Más tarde publicaría sus memorias. 
Murió en Alemania, en diciembre de 1924. Su cuerpo fue incinerado y enterrado en un cementerio berlinés.